# Albert Holm
Albert Holm (født 22. juni 2003 i København) er en cykelrytter fra Danmark, der er på kontrakt hos Team Give Steel-2M Cycling Elite.

## Karriere
Albert Holm begyndte som sin far Brian Holm at cykle hos Amager Cykle Ring.
Fra starten af 2020 skiftede han fra barndomsklubben til juniorholdet Team NPV-Carl Ras Roskilde Junior på en etårig aftale. Den blev ved sæsonens afslutning forlænget, så den også var gældende for 2021.
Fra starten af 2022 skiftede Albert Holm til det danske kontinentalhold Restaurant Suri-Carl Ras, hvor faren Brian Holm er medejer af holdet.